# NGC 2770
NGC 2770は、やまねこ座の方角に約8800万光年離れた位置にあるSA(s)c型の渦巻銀河である。
最近になって、SN 1999eh、SN 2007uy、SN 2008Dの3つの超新星が誕生したことから「Supernova Factory」と呼ばれる。さらに2015年2月にはII型超新星であるSN 2015bhが発見された。SN 2008Dは、その形成の極初期に放出されるX線によって検出された初めての超新星として有名であり、これによりその後の残光の観測が初めて可能となった。NGC 2770は重い恒星を形成しつつある未知の銀河と相互作用している可能性がある。
NGC 2770はまた、大双眼望遠鏡の最初の撮影対象となった。

SN 2008DのX線(左)と可視光(右)の動画